# 국도 제71호선 (미국)

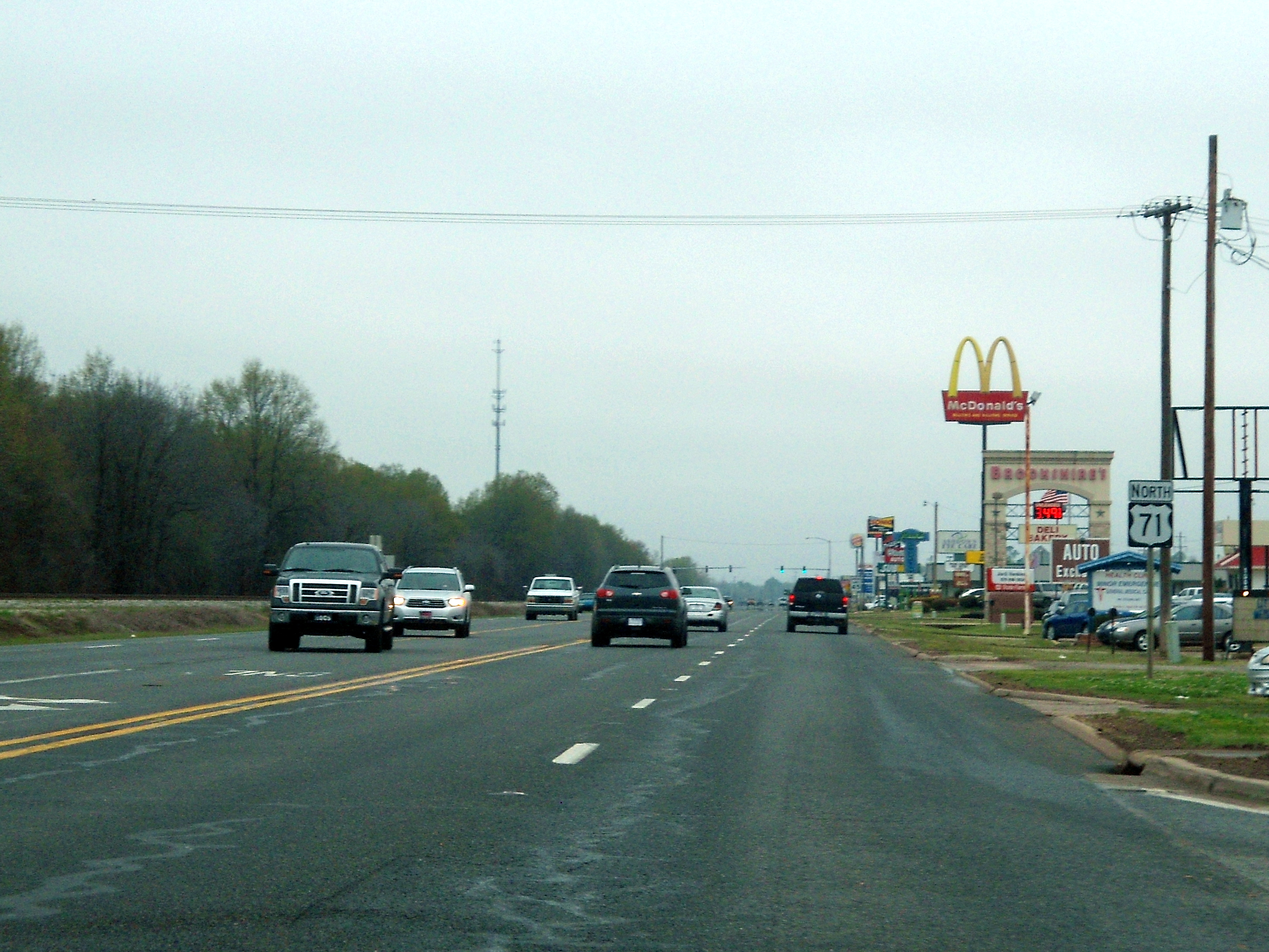
애시다운을 통과하고 있는 US 59와 US 71이 병주하는 모습

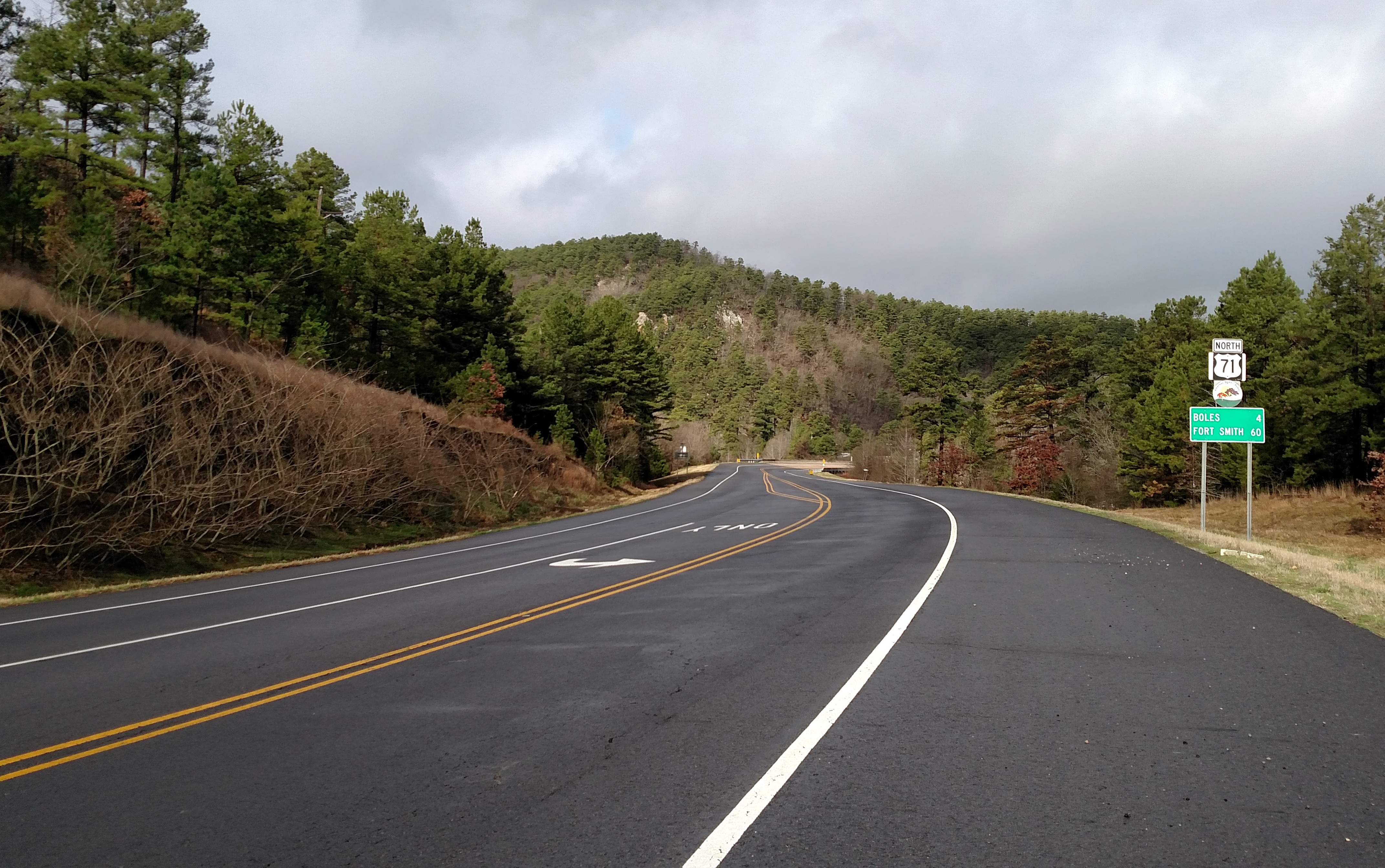
와이시티를 관통하고 있는 US 71

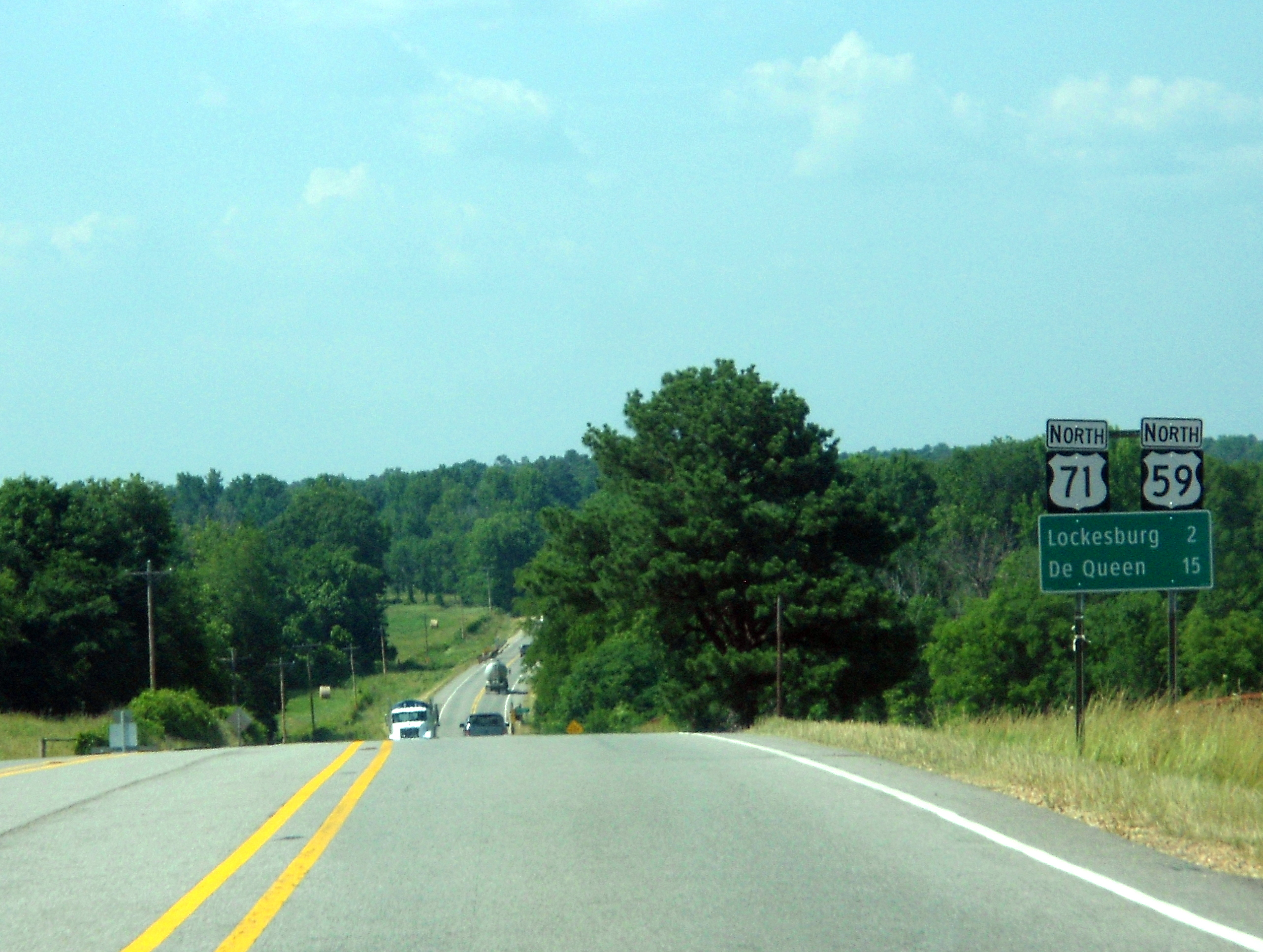
로커스버그를 통과하고 있는 US 59와 US 71의 모습

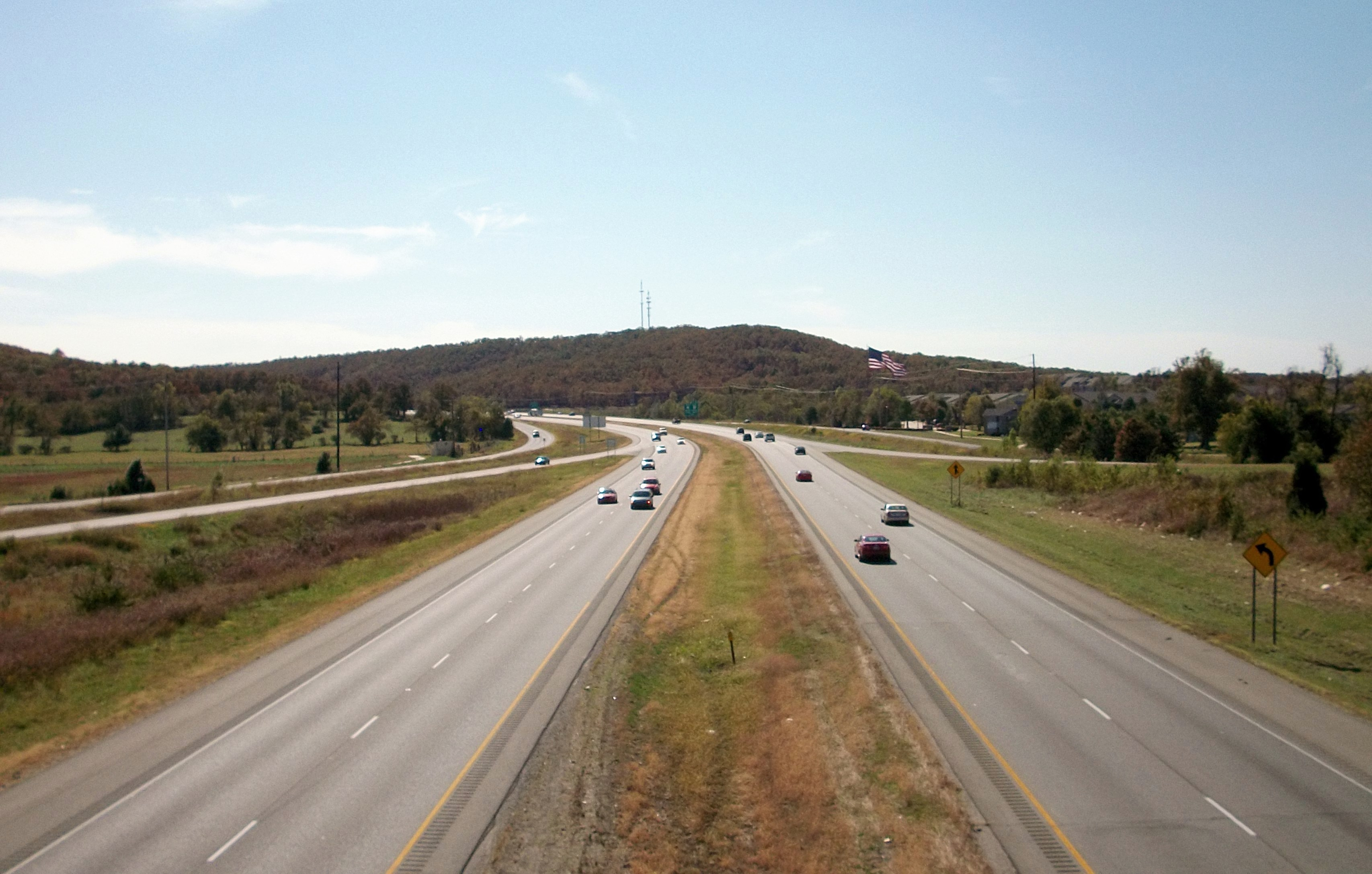
US 71은 아칸소주의 북서부에서 주간고속도로 제49호선과 동시에 이어준다.

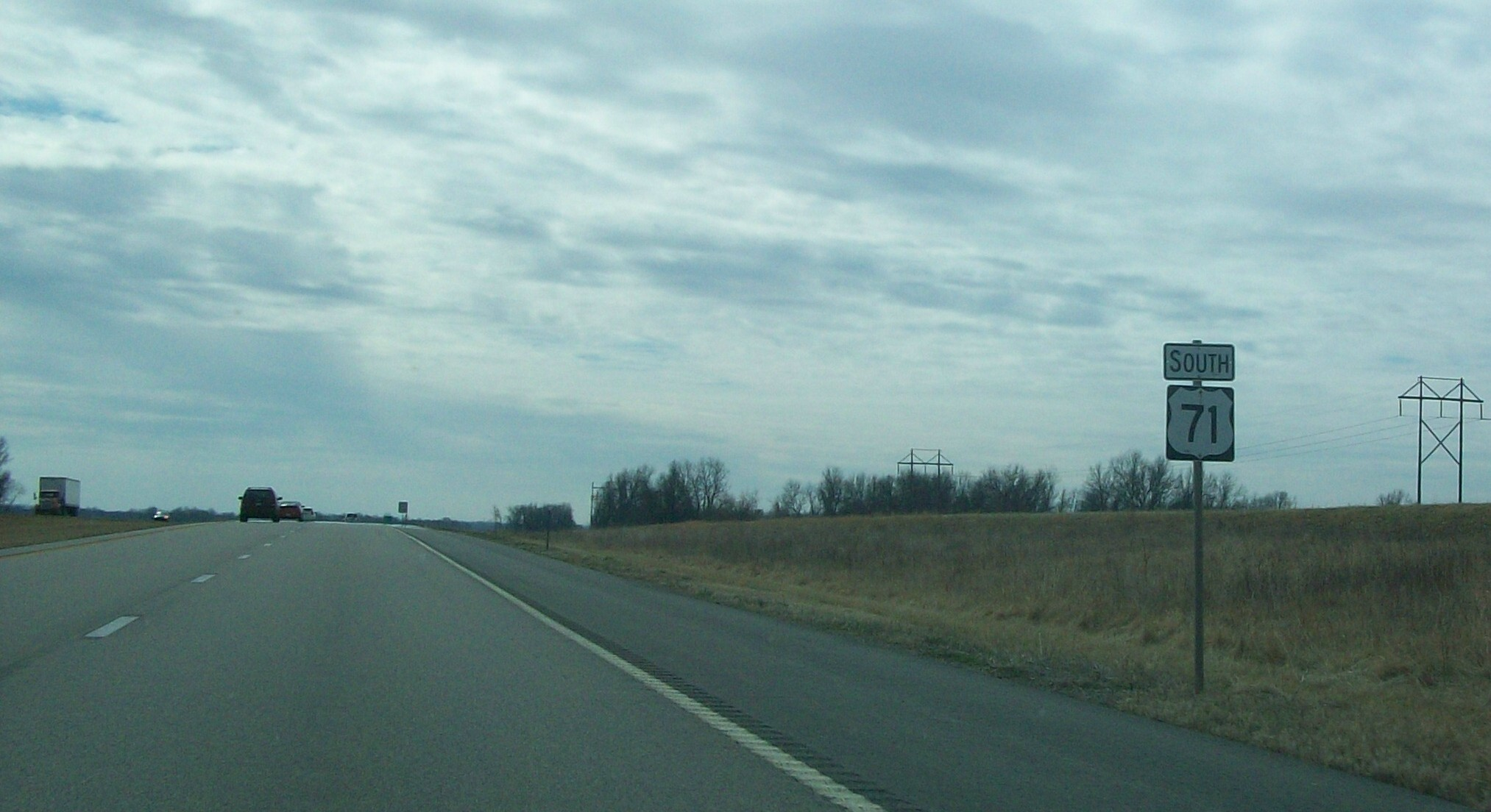
미주리주를 통과하는 US 71

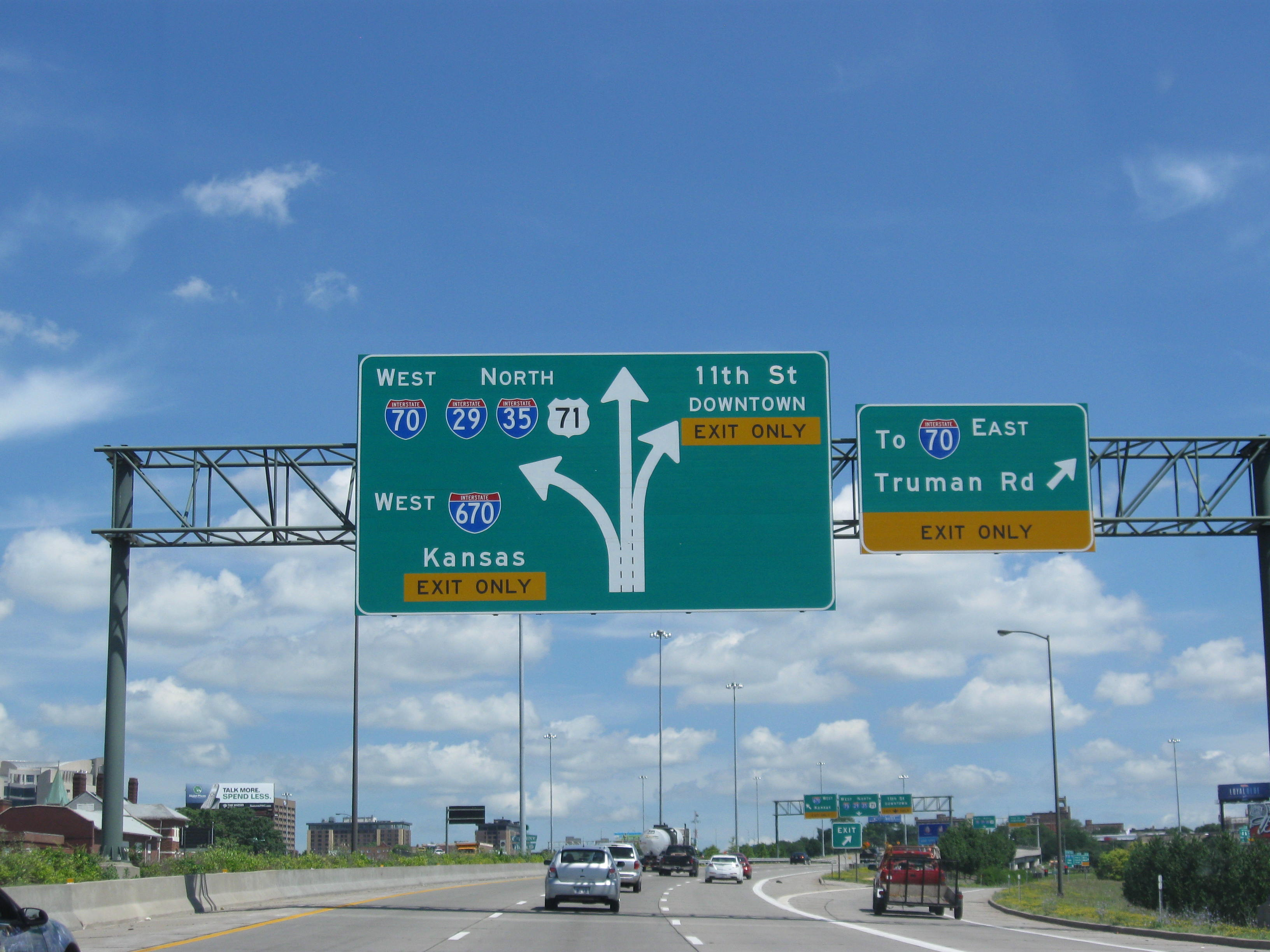
US 71은 미주리주 캔자스시티에서 주간고속도로 제70호선과 접촉한다. 그러나 북쪽으로 약 1마일이나 이격한 곳에서 다시 I-29, I-35와도 분기하게 된다.

국도 제71호선(U.S. Route 71)은 루이지애나주의 크로츠스프링스에서 미국-캐나다 국경을 건너 캐나다 온타리오주의 포트프랜서스까지 이어주는 총 연장 1,532 mi의 거리를 이루는 미국의 일반 국도이다. 그러나 해당 국도는 1926년 제정된 이래 국도 제19호선과 마찬가지로 주간고속도로에 의해 잠식한 상태에 따라 변화된 것들은 거의 없다. 다만 기점은 국도 제190호선 (미국)과 교차하고 있는 루이지애나주의 포트바와 포트프랜서스이며, 종점은 미국-캐나다 국경을 건너게 되는 교량인 포트프랜서스-인터내셔널폴스 국제대교를 건너기 때문이며 해당 도로의 종점부가 국도 제53호선과 같이 겹쳐져 있는 구간이 있다.

## 미래
US 71은 장래에는 미주리주, 아칸소주, 루이지애나주 등을 경유하고 있는 다수의 구간이 주간고속도로 제49호선으로 승격할 예정에 있다. 승격 대상 구간은 슈리브포트에서 캔자스시티까지 이르는 구간만 편입할 예정에 있는 것으로 드러난다.

## 통과하는 도로

### 주간고속도로
- 주간고속도로 제49호선
- 주간고속도로 제20호선
- 주간고속도로 제220호선
- 주간고속도로 제30호선
- 주간고속도로 제369호선
- 주간고속도로 제540호선
- 주간고속도로 제40호선
- 주간고속도로 제44호선
- 주간고속도로 제435호선
- 주간고속도로 제470호선
- 주간고속도로 제70호선
- 주간고속도로 제670호선
- 주간고속도로 제29호선
- 주간고속도로 제35호선
- 주간고속도로 제635호선
- 주간고속도로 제435호선
- 주간고속도로 제229호선
- 주간고속도로 제80호선
- 주간고속도로 제90호선
- 주간고속도로 제94호선

### 국도
- 국도 제190호선
- 국도 제167호선
- 국도 제165호선
- 국도 제84호선
- 국도 제371호선
- 국도 제79호선
- 국도 제80호선
- 국도 제67호선
- 국도 제82호선
- 국도 제59호선
- 국도 제371호선
- 국도 제70호선
- 국도 제278호선
- 국도 제59호선
- 국도 제270호선
- 국도 제64호선
- 국도 제62호선
- 국도 제412호선
- 국도 제60호선
- 국도 제160호선
- 국도 제54호선
- 국도 제50호선
- 국도 제56호선
- 국도 제40호선
- 국도 제24호선
- 국도 제69호선
- 국도 제169호선
- 국도 제36호선
- 국도 제34호선
- 국도 제6호선
- 국도 제30호선
- 국도 제20호선
- 국도 제18호선
- 국도 제14호선
- 국도 제212호선
- 국도 제12호선
- 국도 제52호선
- 국도 제10호선
- 국도 제2호선
- 국도 제53호선

## 관련 국도 노선
- 국도 제171호선 (미국)
- 국도 제271호선 (미국)
- 국도 제371호선 (미국)
- 미국 71번 국도의 특별 도로 목록